# Safari World

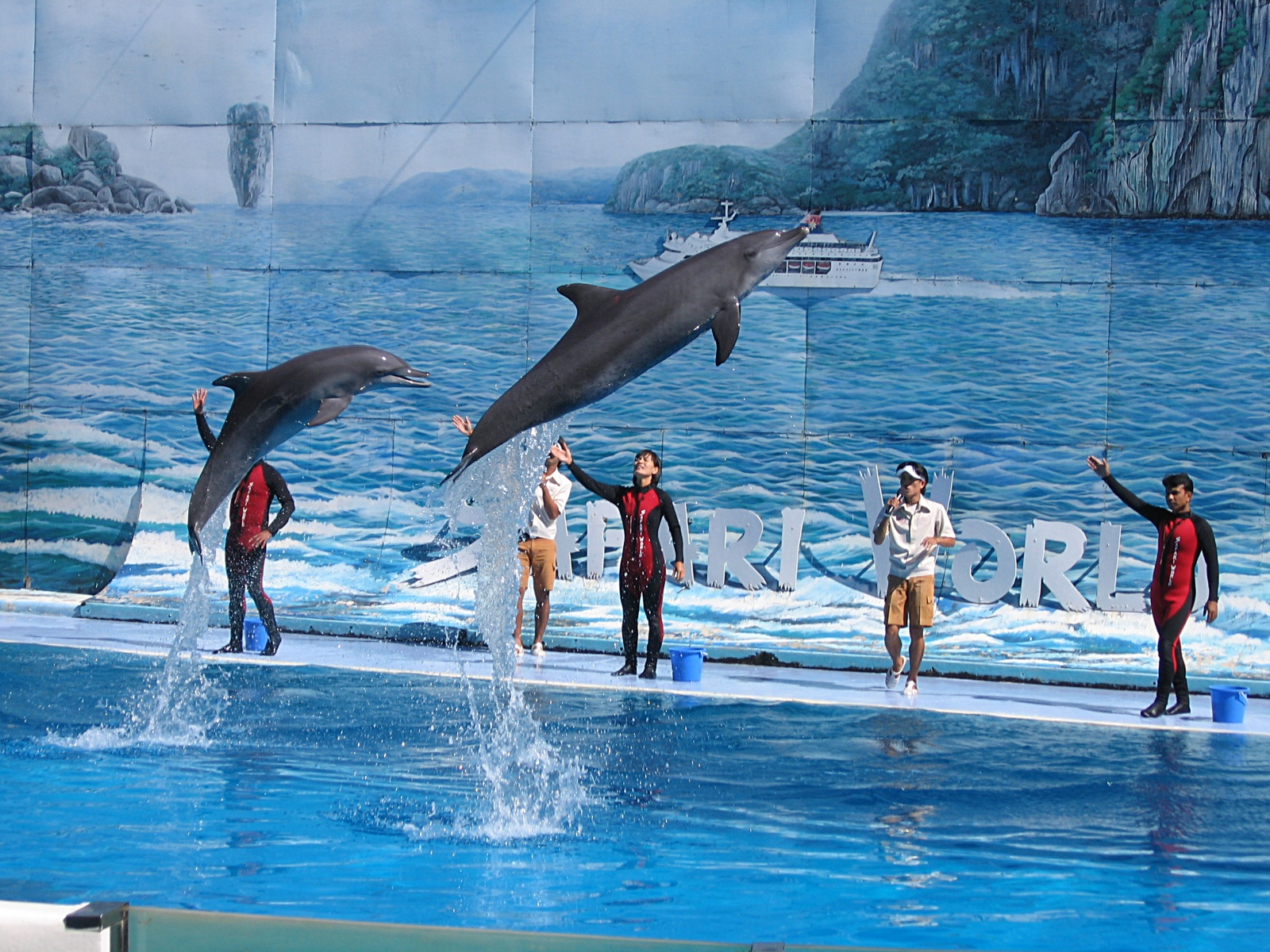
Dolfijnenshow in het park

Safari World (Thai: ซาฟารีเวิลด์) is een dierentuin in Khlong Sam Wa, een district van Bangkok, de hoofdstad van Thailand.
Safari World bestaat uit twee parken, namelijk een safaripark en een marinepark. Het park werd geopend in 1988. De dierentuin had toen een oppervlakte van 190 ha en het vogelpark 73 ha. Op 17 april 1989 begon een grote verbouwing met als doel het land dat het park ter beschikking had beter te benutten. Vandaag de dag bestaat de dierentuin uit een open dierentuin en een marinepark van 80,9 ha. Op 1 februari 1994 nam het geregistreerde kapitaal van Safari World toe van 750 miljoen baht (ca. 18,2 miljoen euro) tot 1500 miljoen baht (ca. 36 miljoen euro) en veranderde de dierentuin zijn naam in Safari World Public Company Limited. Later werd het, met toestemming van de effectenbeurs van Thailand, het eerste en enige beursgenoteerde amusementspark. Het safaripark heeft een lengte van 8 kilometer en een rit erdoorheen duurt ongeveer drie kwartier, waarbij honderden dieren te zien zijn. Er zijn veel wilde dieren, zoals tijgers en leeuwen. Dagelijks worden deze twee gevoerd voor het publiek. Het marinepark beschikt over een gevarieerde verzameling dieren die zowel in het water, op het land als in de lucht leven.
Er is veel controverse geweest rond Safari World vanwege de manier waarop met dieren werd omgegaan. Hun omgang met dieren heeft onder internationaal toezicht gestaan, met name de omgang met orang-oetans en olifanten. De kwestie van de orang-oetans kwam onder de aandacht van Jim en Alisson Cronin, de oprichters van Monkey World, en dierenrechtenorganisaties zoals PETA.